# Norton Museum of Art
Il Norton Museum of Art è un museo d'arte situato a West Palm Beach, in Florida. La sua collezione include oltre 5,000 opere, specializzato nella storia dell'arte Europea, arte degli Stati Uniti e arte cinese.

## Storia
Il museo fu fondato nel 1941 da Ralph Hubbard Norton (1875–1953) e dalla sua prima moglie, Elizabeth Calhoun (1881–1947).

## Opere
Nella collezioni sono presenti opere di Mariotto Albertinelli, Lucas Cranach I, Peter Paul Rubens, Ferdinand Bol, Luca Giordano, Sir Joshua Reynolds, Jean-Baptiste Greuze, Gustave Courbet, Claude Monet, Edgar Degas, Paul Gauguin e Drew Tal. Importante è anche la sezione dell'arte moderna con artisti come Henri Matisse, Pablo Picasso, Joan Miró, Paul Klee, Marc Chagall, Giorgio de Chirico ed Edward Hopper, oltre a Gino Severini, Max Beckmann, Georges Braque, Robert Delaunay, Constantin Brâncuși e Chaïm Soutine.
Nel museo è presente anche una notevole sezione di arte contemporanea con opere di Andy Warhol, Joseph Beuys, Dan Flavin, Nancy Graves, Duane Hanson, Mary Heilman, Alfredo Jaar, Richard Long, Juan Muñoz, Ursula von Rydingsvard, Yinka Shonibare e Jeff Wall.